# Ricardo-Viner-Modell
Das Ricardo-Viner-Modell (auch Modell spezifischer Faktoren; englisch specific factors model) ist in der Volkswirtschaftslehre ein Modell, das die internationale Faktormobilität untersucht.

## Allgemeines
David Ricardo (1772–1823) und Jacob Viner (1892–1970) waren keine Zeitgenossen, haben mithin bei diesem Modell nicht zusammenarbeiten können. Die Bezeichnung des Modells bezieht Ricardo ein, weil es dessen 1817 entwickelten komparativen Kostenvorteil beim Handel zwischen zwei oder mehr Staaten berücksichtigt. Jeder Staat konzentriert sich danach auf jene Produkte, deren Produktion auf einem im Staat reichlich vorhandenen Produktionsfaktor beruht (arbeitskräftereiche, kapitalreiche oder rohstoffreiche Staaten). Diese Spezialisierung wirkt sich auf dem Faktormarkt aus, denn der reichlich vorhandene Faktor wird stärker nachgefragt als der weniger reichlich vorhandene, so dass sich die Faktorpreise verschieben. Ricardos einziger Faktor Arbeit ist lediglich national mobil, international jedoch nicht. Viner erweiterte 1932 das Modell Ricardos um einen zweiten Produktionsfaktor.

## Inhalt
Das Ricardo-Viner-Modell  geht von folgenden Hypothesen aus:
Dimension
Es gibt zwei Staaten (Inland und Ausland) und zwei Wirtschaftssektoren, in denen ein homogenes Gut hergestellt wird. Auf den Güter- und Faktormärkten herrscht vollkommener Wettbewerb mit freiem Marktzutritt.
Produktionsfaktoren
Es gibt zwei Produktionsfaktoren Arbeit und Kapital, wobei letzteres in zwei sektor-spezifischen Ausprägungen nur im jeweiligen Sektor eingesetzt werden kann.
Internationale Faktormobilität
Alle Produktionsfaktoren sind immobil. Die Produktionsfunktionen sind linear homogen (konstante Skalenerträge), konkav in jedem Faktor (abnehmende Grenzerträge), unterschiedlich in beiden Wirtschaftssektoren und identisch in beiden Staaten.
Das Ricardo-Viner-Modell verwendet zwei Produktionsfaktoren, so dass auch Aussagen über die Faktorallokation gemacht werden können. Ricardo ging vom alleinigen Faktor Arbeit aus, Viner fügte als zweiten Faktor alternativ den Boden hinzu. Außenhandel nutzt einem Staat, dessen Produktionsfaktor wegen der Spezialisierung auf diesen Faktor stärker nachgefragt wird und dessen Faktorpreis daher steigt.
Das Ricardo-Viner-Modell geht davon aus, dass ein Produktionsfaktor vollkommen immobil (Kapital) und der andere Faktor vollkommen mobil ist (Arbeit). Diese Annahme wird beim Heckscher-Ohlin-Modell zu Gunsten der perfekten Faktormobilität aufgegeben. Bei Viner gilt das Kapital als sektor-spezifischer Faktor, der nur in einem bestimmten Wirtschaftssektor eingesetzt werden kann, während Arbeit zwischen mehreren Sektoren Faktormobilität besitzt.

## Vergleich der Modelle
Arnold Harberger ging bei seiner Wohlfahrtsanalyse aus 1964 davon aus, dass eine Handelsliberalisierung die Produzentenrenten der Importeure zu den Konsumenten verschiebt. Deren Konsumentenrente erhöht sich, weil sie ihre Güternachfrage zu einem niedrigeren Weltmarktpreis befriedigen können.
| Modell                                         | Gewinner des Freihandels                | Verlierer des Freihandels                |
| ---------------------------------------------- | --------------------------------------- | ---------------------------------------- |
| Sektoral: Ricardo-Viner-Modell                 | Sektoren mit komparativem Kostenvorteil | Sektoren ohne komparativen Kostenvorteil |
| Produktionsfaktoren: Heckscher-Ohlin-Modell    | reichlich vorhandener Faktor            | knapp vorhandener Faktor                 |
| Allokation Produzentenrenten: Harberger-Modell | Konsumenten, Exporteure                 | Importeure                               |

## Wirtschaftliche Aspekte
In arbeitskräftereichen Entwicklungs- und Schwellenländern ist nach diesem Modell ein Anstieg der Arbeitslöhne zu beobachten, während die Kapitalrendite sinkt. Umgekehrt steigt in kapitalintensiven Industriestaaten die Kapitalrendite, während die Arbeitslöhne eher stagnieren. Entwicklungs- und Schwellenländer verfügen meist auch über Boden („natürliches Kapital“), der zum Abbau von Bodenschätzen und Rohstoffen und/oder zum Anbau von Agrarprodukten genutzt werden kann. Dann kommt eine Spezialisierung auf den Boden mit dem Ziel der Erhöhung der Bodenproduktivität und Bodenpreise in Betracht.
Das Ricardo-Viner-Modell kann nicht nur auf der Makroebene zwischen mehreren Staaten, sondern auch in der Mikroebene innerhalb eines Wirtschaftssektors angewandt werden. Es sagt voraus, dass Unternehmer und Beschäftigte in einem Industriezweig mit einem komparativen Kostenvorteil Freihandel und Handelsliberalisierung befürworten, während bei einem Nachteil Protektionismus wie Importzölle gefordert wird. Bei Arbeitslosigkeit in einem bestimmten Industriezweig können freigesetzte Arbeitskräfte aufgrund ihrer Spezialisierung in ihrer bisherigen Tätigkeit nicht ohne weiteres in einem anderen Wirtschaftszweig unterkommen (Umschulung); die Arbeitsmobilität ist eingeschränkt, und es herrscht sektorale Arbeitslosigkeit. Anders als im Stolper-Samuelson-Theorem können die durch Produktionsrückgang in einem Industriezweig  freigesetzten Produktionsfaktoren nicht ohne weiteres in einer anderen Industrie zum Einsatz kommen, wobei der Grad der Spezialisierung die Höhe der Kosten eines Ausstieges (englisch exit costs) aus der Industrie wiedergibt.